# 日本学生協会基金
日本学生協会基金（にほんがくせいきょうかいききん, 英文名称：Japan National Student Association Fund、略称：JNSA Fund）は、東京とその近郊の大学に通う約60名の学生で構成される非営利の任意団体である。英語教育に関する事業を主に行っており、高円宮杯全日本中学校英語弁論大会や英語キャンペーンを主催している。事務局は読売新聞東京本社内。

## 主な事業
- 高円宮杯全日本中学校英語弁論大会を読売新聞社と共に主催。
- 夏休み期間中に地方の中学校に出向き英語キャンペーンを開催。
- 下部組織としてJUSCOがあり、日本に滞在する留学生との交流を行っている。これは1960年に開設された日米学生会議（にちべいがくせいかいぎ, Japan-United States Student Congress（JUSCO））を母体とするものである。
- 機関誌として「JNSA News」を毎月発行している。

## 沿革
- 1946年 鈴木啓正が日本学生協会(JNSA)を設立。高松宮宣仁親王が名誉総裁に就任。設立の理念は、「21世紀の日本を担う国際性豊かな青少年を育てるために、国際語である英語を全国の学生、生徒に熟達させる事業を行うとともに、広くその普及を図り、日本文化の発展ならびに国際親善に寄与すること」。
- 1985年　日本学生協会(JNSA)基金に改称。
- 1986年　高円宮夫妻が名誉副総裁に就任。
- 1987年　高松宮宣仁親王、薨去。宣仁親王妃喜久子が名誉総裁を継ぐ。
- 1998年　高松宮杯第50回全日本中学校英語弁論大会開催。
- 1999年　高円宮杯第51回全日本中学校英語弁論大会開催。
- 2002年　名誉副総裁高円宮憲仁親王が薨去。
- 2006年　創立者・理事長鈴木啓正が死去。小谷博之が理事長に就任。
- 2012年　理事長小谷博之が死去。